# Impeachment de Yoon Suk-yeol
O processo de impeachment contra Yoon Suk-yeol começou em 4 de dezembro de 2024, quando seis partidos de oposição apresentaram um projeto de lei à Assembleia Nacional para impeachment do presidente sul-coreano Yoon Suk-yeol após sua declaração de lei marcial no dia anterior. A maioria dos representantes do partido governista Partido do Poder Popular (PPP) boicotaram a votação, fazendo com que a proposta fosse descartada, com apenas 195 parlamentares presentes, dos 200 necessários para o impeachment em 7 de dezembro. O impeachment foi o terceiro impeachment de um presidente sul-coreano - Roh Moo-hyun sofreu impeachment em 2004, mas foi reintegrado pela Corte Constitucional e Park Geun-hye sofreu impeachment em 2017 e foi removida do cargo.
Na segunda tentativa, em 14 de dezembro, a Assembleia Nacional conseguiu o voto de 204 dos 300 membros e aprovaram a suspensão temporária dos poderes e deveres presidenciais de Yoon, excedendo o limite de dois terços exigido. Han Duck-soo, primeiro-ministro da Coreia do Sul, tornou-se presidente interino enquanto a Corte Constitucional da Coreia deveria determinar se aceitaria o impeachment.
O tribunal confirmou a impugnação de Yoon numa decisão unânime de 8-0 em 4 de abril de 2025, destituindo Yoon do cargo. Assim, Han continuará como presidente interino até à realização das próximas eleições presidenciais, que deverão ter lugar no prazo de 60 dias. O tribunal determinou que os cinco principais atos ilegais de Yoon, incluindo ordenar aos militares e à polícia que impedissem os legisladores de entrar na Assembleia Nacional, ordenar a detenção de juízes e juízes da Suprema Corte e declarar ilegalmente a lei marcial, constituíam graves violações da Constituição.

## Antecedentes

### Procedimento deimpeachment
De acordo com a Constituição da Coreia do Sul, uma moção de impeachment pode ser apresentada contra o presidente se ele tiver "violado a Constituição ou qualquer lei no desempenho de funções oficiais". Se a Assembleia Nacional votar com uma maioria de dois terços para o impeachment de Yoon, ele será suspenso e o primeiro-ministro Han Duck-soo se tornará presidente interino. Os partidos de oposição têm 193 dos 300 membros da Assembleia Nacional; enquanto todos os 18 membros atuais do Partido do Poder Popular de Yoon votaram pelo fim da lei marcial, não se sabe se eles apoiariam o impeachment. Se Yoon for acusado, seis dos nove juízes do Tribunal Constitucional da Coreia do Sul devem votar para removê-lo do cargo; se houver renúncia ou for removido, uma eleição antecipada será realizada nos próximos 60 dias. O único presidente a ser destituída do cargo foi Park Geun-hye em 2017; Roh Moo-hyun foi acusado em 2004, mas o Tribunal Constitucional decidiu contra sua remoção do cargo.

### Declaração da lei marcial
Em 3 de dezembro, Yoon declarou lei marcial na Coreia do Sul, afirmando que a lei marcial era necessária para defender a Coreia do Sul das forças antiestatais. Forças militares e policiais tentaram impedir que os legisladores entrassem no Salão de Procedimentos da Assembleia Nacional da Coreia, causando confrontos entre a polícia e os militares, manifestantes e assessores parlamentares. 190 membros do parlamento que estavam presentes na câmara votaram unanimemente para suspender a lei marcial, fazendo com que Yoon revogasse a lei marcial por volta das 04:00 KST em 4 de dezembro.

### Primeiro processo
Todos os seis partidos da oposição apresentaram o projeto de lei para destituir Yoon durante uma sessão plenária da Assembleia Nacional em 4 de dezembro. A votação estava programada para o dia 7 de dezembro.
Após uma reunião de emergência do Partido do Poder Popular, seu líder, Han Dong-hoon, anunciou inicialmente a oposição unânime do partido aos esforços para o impeachment. No entanto, em 6 de dezembro, Han revelou que o PPP havia recebido provas indicando que Yoon ordenou a Yeo In-hyung, comandante do serviço de contrainteligência militar, a prisão de políticos-chave, incluindo ele próprio, com acusações de "antiestado" durante a lei marcial, e que esses políticos fossem detidos em Gwacheon. Isso levou Han a pedir que Yoon "se afastasse de suas funções em breve" e alertar que os cidadãos poderiam estar em "grave perigo" caso ele permanecesse no cargo.
Caso todos os partidos da oposição votem a favor da proposta, apenas mais oito membros do PPP seriam necessários para atingir o número mínimo para iniciar um julgamento no Tribunal Constitucional, um número menor do que o de membros que votaram para derrubar a declaração da lei marcial. Antes de o PPP anunciar publicamente sua oposição à continuidade da presidência de Yoon, todos os 18 deputados alinhados ao partido que puderam participar da sessão da Assembleia Nacional votaram contra a imposição da lei marcial por Yoon.
Horas antes da sessão da Assembleia Nacional em 7 de dezembro, Yoon pediu desculpas por ter declarado a lei marcial, descrevendo-a como uma "decisão desesperada tomada por mim, o presidente, como a última autoridade responsável por assuntos do Estado" e afirmando que não seria repetida.
Antes do início da votação, todos os deputados do PPP, exceto um, Ahn Cheol-soo, saíram do plenário, o que significava que o projeto teria poucas chances de ser aprovado. Kim Ye-ji saiu, mas retornou em seguida, Kim Sang-wook voltou para votar, mas afirmou que votou contra o impeachment. Manifestantes tentaram bloquear as saídas do plenário da Assembleia Nacional enquanto os deputados do PPP saíam, chamando-os de "covardes" e incentivando-os a votar. O deputado do Partido para Reconstruir a Coreia, Joon Hyung Kim, afirmou que esperava que a votação continuasse até às 00:00 KST (UTC+9) em 8 de dezembro, no mais tardar, o prazo para a votação era às 00:48 KST, três dias após a apresentação da proposta.
O presidente da Assembleia Nacional, Woo Won-shik, encerrou a votação mais cedo, às 21:20 KST, e anunciou o início da contagem logo em seguida, mas depois declarou que os votos não seriam contados por não ter sido atingido o quórum, com apenas 195 deputados presentes, dos 200 necessários para que a proposta fosse considerada válida.

## Veredito da Corte Constitucional

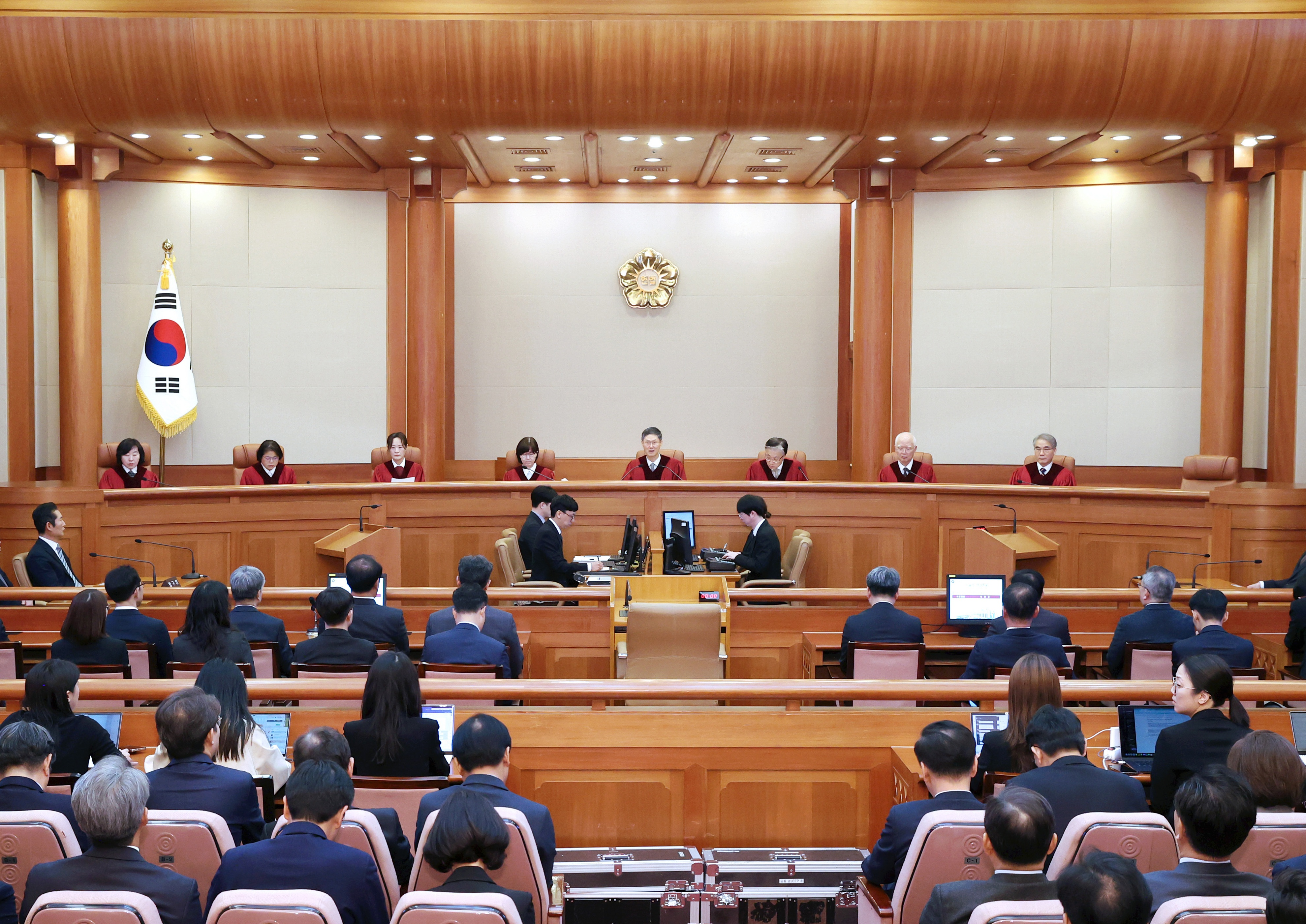
Julgamento do impeachment de Yoon na Corte Constitucional da Coreia

Em 4 de abril, a Corte Constitucional da Coreia confirmou a impugnação numa decisão unânime de 8-0, que destituiu formalmente Yoon do cargo, com efeitos a partir das 11h22 KST. Na decisão, lida pelo Presidente em exercício da Corte Constitucional, Moon Hyung-bae, o tribunal declarou que Yoon não seguiu os procedimentos para declarar a lei marcial e afirmou ainda que Yoon “foi contra aqueles que era suposto proteger” e “prejudicou os direitos políticos das pessoas”.
O tribunal reconheceu igualmente "a resistência dos cidadãos" ao ajudarem a impedir a aplicação integral da lei marcial e afirmou que o conflito de Yoon com a Assembleia Nacional era "uma questão política que deve ser resolvida dentro dos limites da democracia", acrescentando que o uso dos poderes da legislatura "não criou, por si só, uma situação de crise grave que justificasse a declaração da lei marcial", afirmando simultaneamente que a câmara deveria ter respeitado as opiniões minoritárias e envidado esforços no sentido de um compromisso A corte igualmente decidiu que eram admissíveis as declarações verbais feitas pelos principais suspeitos aos procuradores sobre os planos de detenção de Yoon.
O veredito foi proferido 111 dias após a sua destituição pela Assembleia Nacional, o mais longo de todos os vereditos de destituição presidencial na Coreia do Sul. A destituição de Yoon faz dele o Presidente com o mandato mais curto da história democrática da Coreia do Sul.  O tribunal emitiu uma decisão de 114 páginas, na qual se referia a graves violações da Constituição e a uma quebra da confiança pública.